# Myzus
Myzus är ett släkte av insekter som beskrevs av Giovanni Passerini 1860. Myzus ingår i familjen långrörsbladlöss.

## Bildgalleri

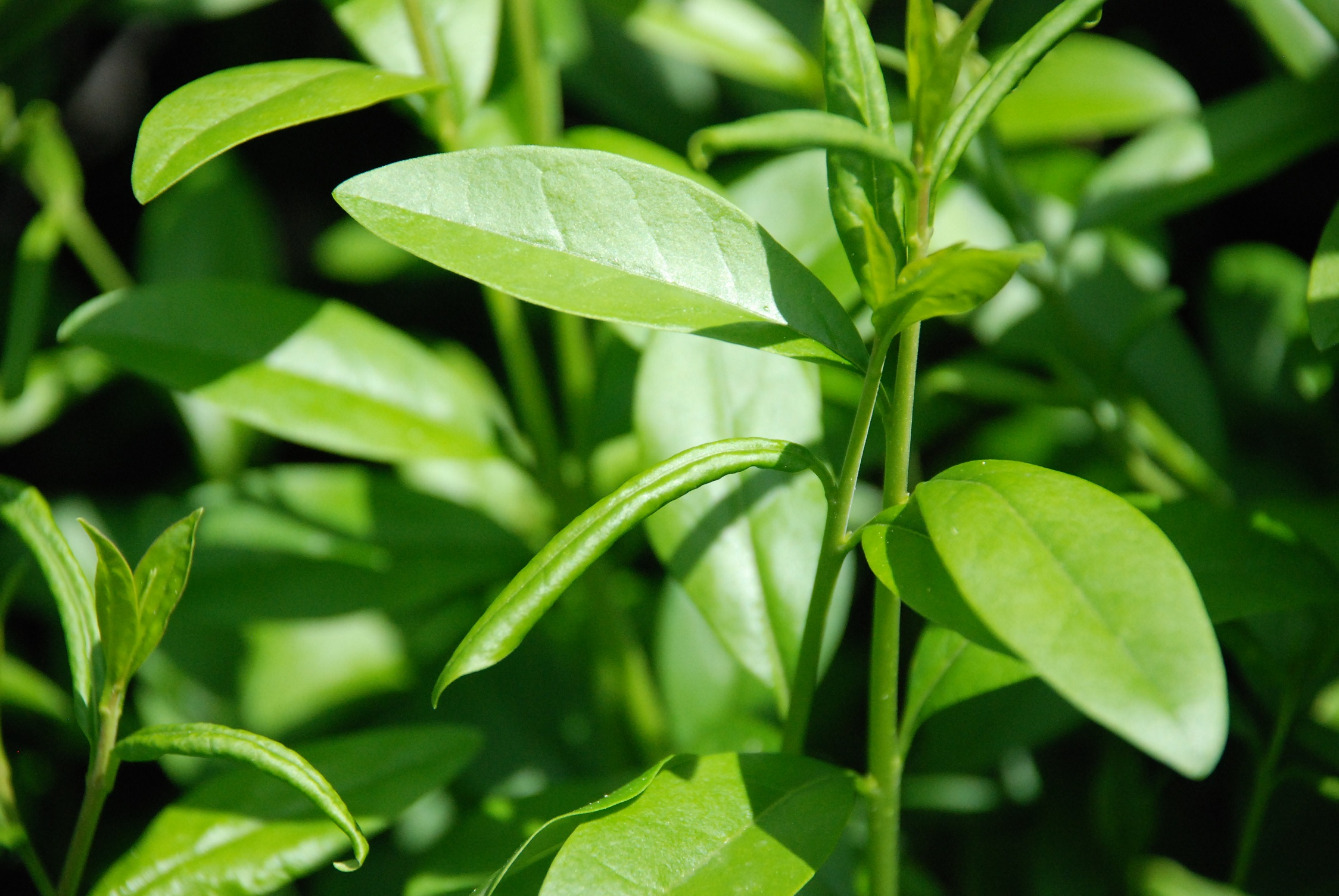
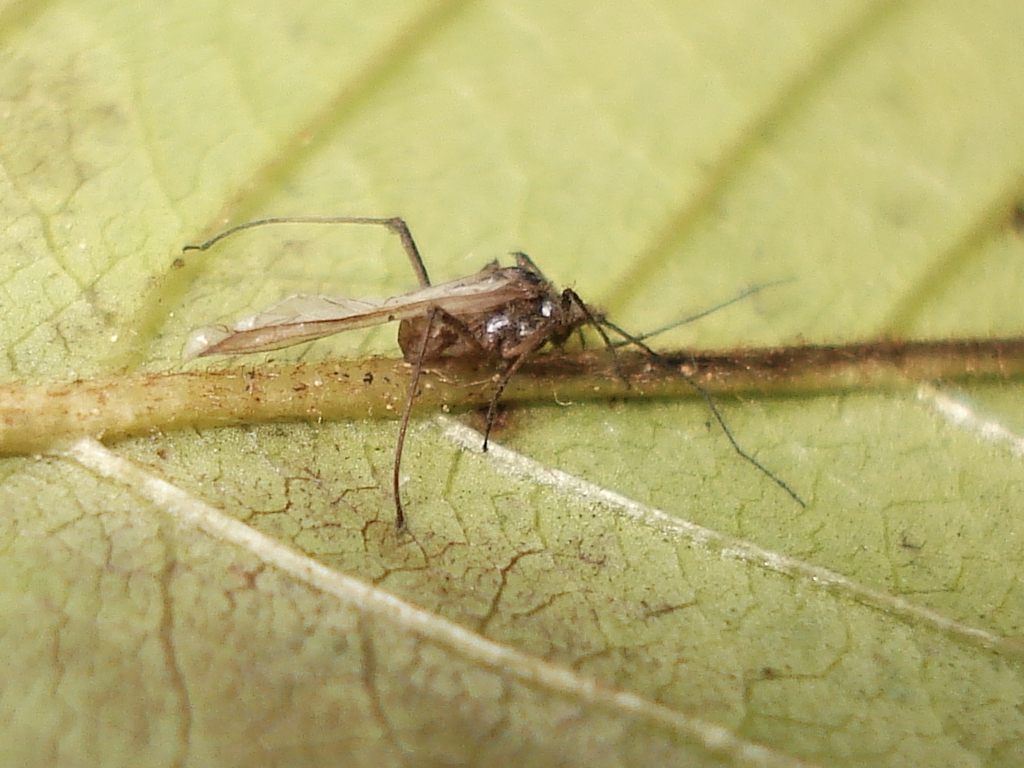
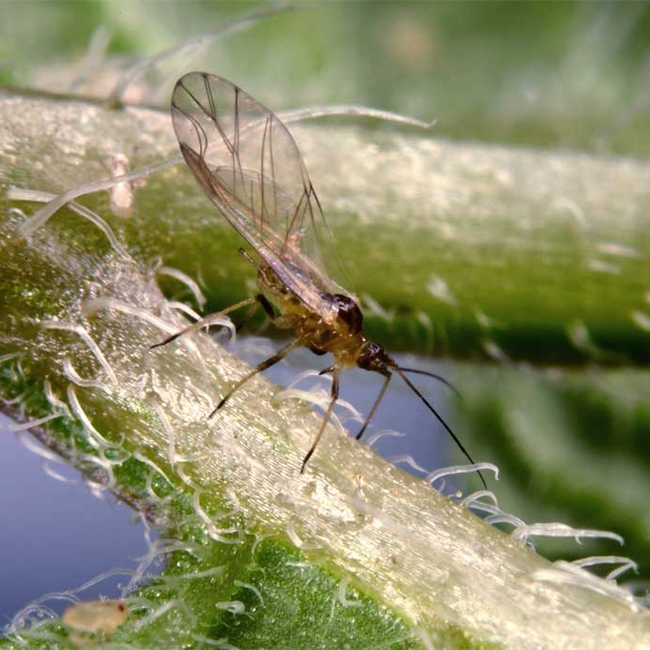
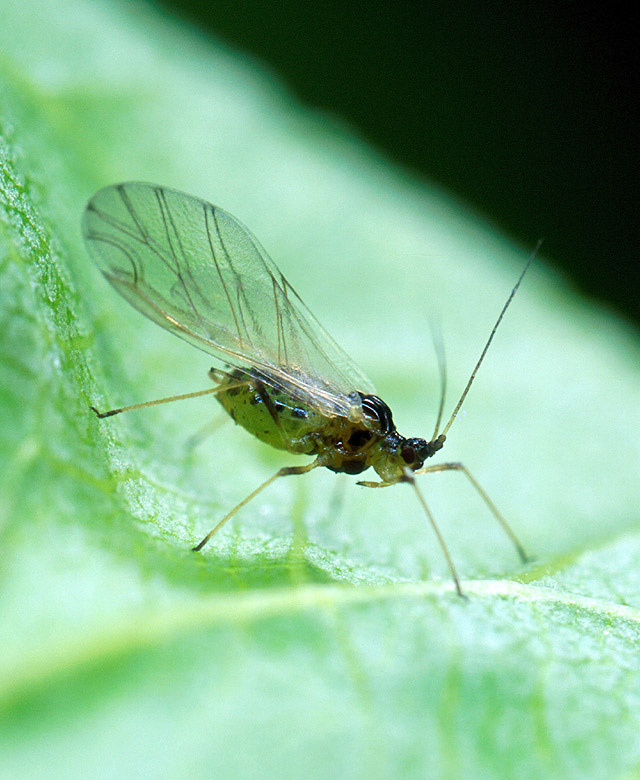
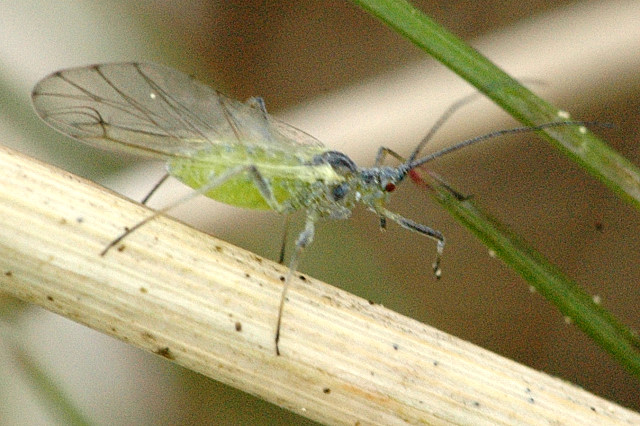

## Dottertaxa tillMyzus, i alfabetisk ordning[1][2]
- Myzus ajugae
- Myzus amygdalinus
- Myzus antirrhinii
- Myzus asamensis
- Myzus ascalonicus
- Myzus asiaticus
- Myzus asteriae
- Myzus berchemiae
- Myzus beybienkoi
- Myzus biennis
- Myzus boehmeriae
- Myzus borealis
- Myzus brevisiphon
- Myzus cerasi
- Myzus certus
- Myzus compositae
- Myzus cornutus
- Myzus cymbalariae
- Myzus dianthicola
- Myzus dycei
- Myzus erythraeae
- Myzus fataunae
- Myzus filicis
- Myzus formosanus
- Myzus galinarium
- Myzus godetiae
- Myzus hemerocallis
- Myzus icelandicus
- Myzus indicus
- Myzus isodonis
- Myzus japonensis
- Myzus kalimpongensis
- Myzus kawatabiensis
- Myzus kokusaki
- Myzus komaumii
- Myzus lactucicola
- Myzus langei
- Myzus lefroyi
- Myzus ligustri
- Myzus linariae
- Myzus lythri
- Myzus maculocorpus
- Myzus manoji
- Myzus meghalayensis
- Myzus mumecola
- Myzus mushaensis
- Myzus myosotidis
- Myzus negifoliae
- Myzus obtusirostris
- Myzus oenotherae
- Myzus ornatus
- Myzus padellus
- Myzus persicae
- Myzus philadelphi
- Myzus pileae
- Myzus polaris
- Myzus prunisuctus
- Myzus sansho
- Myzus siegesbeckiae
- Myzus siegesbeckicola
- Myzus sorbi
- Myzus stellariae
- Myzus titschaki
- Myzus varians
- Myzus yangi